# Maxime Laubeuf
Alfred Maxime Laubeuf (Poissy, 23 novembre 1864 – Cannes, 23 dicembre 1939) è stato un militare e ingegnere francese, specializzato nella costruzione navale e e fu responsabile di numerose innovazioni che portarono alla moderna progettazione dei sommergibili. Il suo lavoro ebbe una profonda influenza sulla realizzazione dei sommergibili tra la fine del XIX secolo e l'inizio del XX secolo.

## Biografia
Nacque il 23 novembre 1864 a Poissy, Dipartimento di Seine-et-Oise. Studiò all'École Polytechnique, e dopo aver conseguito la laurea il 16 ottobre 1883, si iscrisse all'École nationale supérieure de techniques avancées (ENSTA), la scuola militare francese di ingegneria navale il 1 ottobre 1885. 
Divenne assistente ingegnere l'8 novembre 1887 e ingegnere di prima classe del genio navale il 15 maggio 1905. Durante questo periodo, lavorò a Brest allo sviluppo di sommergibili e alla progettazione dei primi sottomarini moderni nel 1904, il Narval e l'Aigrette. Il 27 ottobre 1906, lasciò la Marine nationale per continuare a costruire sottomarini nell'industria privata divenendo ingegnere consulente presso la Schneider e i Chantiers de Bretagne a Nantes.
Il 26 giugno 1897, imbarcato sull'incrociatore corazzato Pothuau, assistette alla rivista navale britannica di Spithead, davanti a Portsmouth.
Al ritorno dalla rivista apprese che il governo francese, nella figura del Ministro della marina Édouard Lockroy aveva indetto, nell'ottobre 1896, un concorso per la progettazione per un sottomarino dotato di capacità avanzate. Esso richiedeva un'imbarcazione da 200 tonnellate di stazza con una velocità in superficie di 12 nodi e un'autonomia di 100 miglia, e una velocità in immersione di 6 nodi e un'autonomia di 10 miglia. L'armamento doveva essere basato su due siluri. 
Egli stabilì che, per navigare in modo efficiente in superficie e in immersione, il suo sottomarino avrebbe avuto bisogno di due sistemi di alimentazione separati; la maggior parte dei progettisti fino a quel momento aveva cercato di trovare un unico sistema per entrambi, con risultati alterni.  L'elevata velocità di superficie richiesta rese necessario un motore a vapore per la navigazione in superficie, mentre in immersione si utilizzava un motore elettrico. Preparò inoltre un motore di superficie per ricaricare in superficie le batterie del motore elettrico.
Affrontò anche il problema di stabilità che affliggeva la progettazione dei sottomarini. Lo scafo pressurizzato arrotondato, necessario per resistere alla pressione in profondità, era di forma inadeguata alla navigazione, rendendoli poco maneggevoli in superficie e instabili in immersione. Il suo progetto prevedeva un doppio scafo: uno interno, arrotondato e rinforzato per resistere alla pressione, e uno esterno a forma di barca per rendere il sommergibile adatto alla navigazione in emersione. Queste innovazioni rappresentarono un passo in avanti nella progettazione dei sottomarini e furono adottate dalle marine militari di tutto il mondo.
Sui ventidue progetti presentati al concorso, tre ottennero finanziamenti per la costruzione di un esemplare. Egli con il Narval, Gaston Romazzotti con il Morse e Gabriel Maugas con il Farfandet. La costruzione del Narval iniziò presso l'Arsenale di Cherbourg il 9 agosto 1897. Alle prove in mare il Narval superò tutti gli altri prototipi, nel 1907 iniziò la costruzione della serie di 18 sommergibili a vapore Classe Pluviôse, sulla base dei suoi progetti.
Il 27 ottobre 1906, lasciò la Marine nationale per continuare a costruire sottomarini nell'industria privata divenendo ingegnere consulente presso la Schneider e i Chantiers de Bretagne a Nantes .
Fu mobilitato durante la Grande Guerra, e nel 1917 diede alle stampe il volume Sous-marins et submersibles. Leur développement, leur rôle dans la guerre, leur rôle dans l'avenir, les sous-marins allemands.
Nel 1920 Laubeuf divenne membro dell'Accademia di marina e fu eletto membro dell'Accademia francese delle scienze. Nel maggio di quell'anno fu nominato membro della Ligue des Patriotes, presieduta da Maurice Barrès. Nel 1922 divenne presidente della Società degli Ingegneri Civili.  Lasciò il lavoro presso la ditta Schneider all'età di sessantadue anni, ritirandosi a vita privata.
Si spense il 23 dicembre 1939 a Cannes, Alpi Marittime, a seconda guerra mondiale già iniziata.

## Pubblicazioni
- Sous-marins et submersibles. Leur développement, leur rôle dans la guerre, leur rôle dans l'avenir, les sous-marins allemands,  Delagrave, Paris, 1917.